# Estreito de Litke

O estreito de Litke separa a península de Kamchatka da pequena ilha Karaginsky, na parte direita da imagem.

O estreito de Litke (em russo:  пролив Литке) é um estreito no golfo Karaginsky, no mar de Bering, a nordeste da península de Camecháteca na Rússia. Separa a ilha Karaginsky desta península. Tem entre 21 e 72 km de comprimento, e foi assim denominado em honra de Fiodor Litke, explorador russo.